# الهندسة المعرفية
036الهندسة المعرفية هي نظرية حول بنية العقل البشري وتجسيد حسابي لمثل هذه النظرية المستخدمة في مجالات الذكاء الاصطناعي وعلم الإدراك الحسابييمكن استخدام هذه النماذج الرسمية لتحسين النظريات الشاملة للإدراك بشكل أكبر وتكون بمثابة أطر لبرامج الذكاء الاصطناعي المفيدة. تشمل الهندسة المعمارية المعرفية الناجحة ACT-R (التحكم التكيفي في الفكر - العقلاني) و SOAR. بدأ البحث في الهندسة المعمارية المعرفية باعتبارها تجسيدًا برمجيًا للنظريات المعرفية بواسطة ألين نيويل في عام 1990.
نظرية الهندسة المعرفية هي فرضية حول الهياكل الثابتة التي توفر العقل، سواء في الأنظمة الطبيعية أو الاصطناعية، وكيف تعمل معًا بالتزامن مع المعرفة والمهارات المتجسدة داخل الهندسة المعمارية لإنتاج سلوك ذكي في مجموعة متنوعة من البيئات المعقدة.

## التاريخ
صرح هربرت أ. سيمون، أحد مؤسسي مجال الذكاء الاصطناعي، أن أطروحة عام 1960 التي قدمها تلميذه إد فيجينباوم، EPAM، قدمت هندسة للإدراك محتملة لأنها تضمنت بعض الالتزامات بشأن كيفية عمل أكثر من جانب أساسي من جوانب العقل البشري في حالة EPAMالذاكرة البشرية والتعلم البشري.
بدأ جون ر. أندرسون البحث في الذاكرة البشرية في أوائل سبعينيات القرن العشرين، وقدمت أطروحته عام 1973 مع جوردون إتش باور نظرية للذاكرة الترابطية البشريةوقد أدرج جوانب أخرى من بحثه حول الذاكرة طويلة المدى وعمليات التفكير في هذا البحث، وفي النهاية صمم بنية معرفية أطلق عليها في النهاية اسم ACT. تأثر هو وطلابه باستخدام ألين نيويل لمصطلح الهندسة المعرفية. استخدم مختبر أندرسون هذا المصطلح للإشارة إلى نظرية ACT كما تجسدت في مجموعة من الأوراق والتصاميم، لكنه لم يكن هناك تنفيذ كامل لـ ACT في ذلك الوقت.
في عام 1983 نشر جون ر. أندرسون العمل الرائد في هذا المجال، بعنوان هندسة الإدراكومن الممكن التمييز بين نظرية الإدراك وتطبيق النظرية، حددت نظرية الإدراك بنية الأجزاء المختلفة للعقل والتزمت باستخدام القواعد والشبكات الترابطية وغيرها من الجوانب. تنفذ الهندسة المعرفية النظرية على أجهزة الكمبيوتر، وتمت تسمية البرنامج المستخدم لتنفيذ البنية المعرفية أيضًا باسم البنية المعرفية، وبالتالي يمكن للهندسة المعرفية أيضًا أن تشير إلى مخطط للوكلاء الأذكياء. ويقترح عمليات حسابية اصطناعية تعمل مثل أنظمة معرفية معينة في أغلب الأحيان، تعتمد هذه العمليات على الإدراك البشري، ولكن قد تكون الأنظمة الذكية الأخرى مناسبة أيضًا. تشكل الهندسة المعمارية المعرفية مجموعة فرعية من الهندسة المعمارية للوكيل العام. يشير مصطلح الهندسة المعمارية إلى نهج يحاول نمذجة ليس فقط السلوك، ولكن أيضًا الخصائص البنيوية للنظام النمذجي.

## المميزات
يمكن أن تكون البنية المعرفية رمزية، أو اتصالية، أو هجينةتعتمد بعض البنى أو النماذج المعرفية على مجموعة من القواعد العامة، مثل لغة معالجة المعلومات على سبيل المثال، Soar المستندة إلى النظرية الموحدة للإدراك، أو على نحو مماثل ACT-R، تعتمد العديد من هذه البنيات على مبدأ مفاده أن الإدراك حسابي انظر الحوسبة، على النقيض من ذلك، لا تحدد المعالجة الرمزية الفرعية مثل هذه الافتراضات المسبقة، وتعتمد فقط على الخصائص الناشئة لوحدات المعالجة على سبيل المثال، العقد، تجمع البنيات الهجينة مثل CLARION بين كلا النوعين من المعالجة. التمييز الآخر هو ما إذا كانت الهندسة المعمارية مركزية ، مع وجود ارتباط عصبي للمعالج في جوهرها، أو لامركزية موزعة، وأصبحت اللامركزية شائعة تحت اسم المعالجة الموزعة المتوازية في منتصف الثمانينيات والاتصالية، ومن الأمثلة الرئيسية على ذلك الشبكة العصبية، هناك أيضًا مشكلة تصميمية أخرى وهي الاختيار بين الهيكل الشامل والهيكل الذري أو بشكل أكثر تحديدًا الهيكل المعياري.
في الذكاء الاصطناعي التقليدي، يتم برمجة الذكاء بطريقة من الأعلى إلى الأسفل، على الرغم من أن مثل هذا النظام قد يكون مصممًا للتعلم، إلا أنه في النهاية يجب على المبرمج أن يغرس فيه ذكائه الخاص، من ناحية أخرى فإن الحوسبة المستوحاة من البيولوجيا تتخذ نهجًا أكثر تصاعديًا ولامركزيًا وغالبًا ما تنطوي التقنيات المستوحاة من البيولوجيا على طريقة تحديد مجموعة من القواعد العامة البسيطة أو مجموعة من العقد البسيطة، والتي ينشأ من تفاعلها السلوك العام، ومن المأمول أن يتم بناء التعقيد حتى تصبح النتيجة النهائية شيئًا معقدًا بشكل ملحوظ انظر الأنظمة المعقدة، ومع ذلك فمن الممكن أيضا أن نقول إن الأنظمة المصممة من أعلى إلى أسفل على أساس ملاحظات حول ما يمكن للبشر والحيوانات الأخرى فعله، وليس على أساس ملاحظات آليات الدماغ، مستوحاة أيضا من البيولوجيا، وإن كان بطريقة مختلفة.

## أمثلة بارزة
| الاسم                                       | الوصف |
| ------------------------------------------- | --- |
| هندسة نموذج مرجعي 4D-RCS                    | تم تطوير 4CAPS في جامعة كارنيجي ميلون بواسطة مارسيل أ. جوست وساشانك فارما. |
| هندسة نموذج مرجعي 4D-RCS                    | طُوِر بواسطة جيمس ألبس في المعهد الوطني للمعايير والتكنولوجيا (NIST)، وهي هندسة نموذج مرجعي تُوفِّر أساسًا نظريًا لتصميم وهندسة ودمج برمجيات الأنظمة الذكية للمركبات الأرضية غير المأهولة. |
| ACT-R                                       | طُوِر في جامعة كارنيجي ميلون تحت إشراف جون ر. أندرسون. |
| الذاكرة الاصطناعية الموسعة                  | طُوِّرت في جامعة كايزرسلاوترن التقنية تحت إشراف لارس لودفيج. |
| ASMO                                        | طُوِر بواسطة روني نوفيانو، وماري آن ويليامز، وبنجامين جونستون في جامعة سيدني للتكنولوجيا. تستند هذه الهندسة المعرفية إلى فكرة أن الأفعال والسلوكيات تتنافس على موارد الوكيل. |
| CHREST                                      | طُوِر بواسطة فرناند غوبيت في جامعة برونيل، وبيتر سي. لين في جامعة هيرتفوردشاير. |
| CLARION                                     | طُوِر بواسطة رون صن في معهد رينسيلار بوليتكنيك وجامعة ميسوري. |
| CMAC (وحدة التحكم في نموذج النطق المخيخي)   | هي نوع من الشبكات العصبية مبنية على نموذج المخيخ لدى الثدييات. وهي نوع من الذاكرة الترابطية. |
| Copycat                                     | طوّره دوغلاس هوفستاتر وميلاني ميتشل في جامعة إنديانا. |
| DAYDREAMER                                  | طوره إريك مولر في جامعة كاليفورنيا، لوس أنجلوس، بإشراف مايكل ج. داير. |
| DUAL                                        | تم تطويره في في جامعة نيو بلغاريان تحت إشراف بويتشو كوكينوف. |
| FORR                                        | تم تطوير بواسطة سوزان إل. إبستاين في جامعة مدينة نيويورك. |
| الذاكرة الترابطية الهولوغرامية              | هو عبارة عن بنية عصبية موزعة اتصالية للمخلوقات أو الروبوتات المحاكاة، حيث يمكن تصميم وتطوير وحدات الشبكات العصبية المكونة من الخلايا العصبية غير المتجانسة بما في ذلك المستقبلات والمؤثرات. |
| جوجل ديب مايند                              | أنشأت الشركة شبكة عصبية تتعلم كيفية لعب ألعاب الفيديو بطريقة مشابهة للبشر وشبكة عصبية قد تتمكن من الوصول إلى ذاكرة خارجية مثل آلة تورينج التقليدية مما أدى إلى حاسوب يبدو أنه يُحاكي الذاكرة قصيرة المدى للدماغ البشري. تعتمد الخوارزمية الأساسية على مزيج من التعلم الكمي والشبكة العصبية المتكررة متعددة الطبقات.[3] (انظر أيضًا لمحة عامة من يورغن شميدهوبر حول الأعمال السابقة ذات الصلة في مجال التعلم العميق.    |
| الذاكرة الترابطية الهولوغرامية              | تُصنف هذه البنية ضمن عائلة الذاكرة الترابطية القائمة على الارتباط، حيث تُربط المعلومات باتجاه طور الأعداد المركبة على مستوى ريمان. وقد استُلهمت من نموذج الدماغ الهولوغرافي لكارل هـ. بريبرام. وقد ثبتت فعالية الهولوغرافيات في مهام الذاكرة الترابطية، والتعميم، والتعرف على الأنماط مع الانتباه المتغير. |
| الذاكرة الزمنية الهرمية                     | هذه البنية هي نموذج تعلم آلي عبر الإنترنت، طوّره جيف هوكينز وديليب جورج من شركة نومينتا، وهو يُنمذج بعض الخصائص الهيكلية والخوارزمية للقشرة المخية الحديثة. الذاكرة الزمنية الهرمية هي نموذج مُحاكي للطبيعة، يستند إلى نظرية التنبؤ بالذاكرة لوظائف الدماغ التي وصفها جيف هوكينز في كتابه عن الذكاء، وهي طريقة لاكتشاف واستنتاج الأسباب الرئيسية لأنماط وتسلسلات المدخلات الملاحظة، مما يسهم في بناء نموذج مُعقد للعالم. |
| CoJACK                                      | هو امتداد مستوحى من ACT-R لنظام JACK متعدد الوكلاء والذي يضيف بنية معرفية للوكلاء لاستنباط سلوكيات أكثر واقعية شبيهة بالإنسان في البيئات الافتراضية. |
| IDA وLIDA                                   | تنفذان نظرية مساحة العمل العالمية، التي تم تطويرها تحت إشراف ستان فرانكلين في جامعة ممفيس. |
| الهندسة المعرفية                            | مايكل إس. غاشلر، جامعة أركنساس. |
| نظام التفكير الإجرائي PRS                   | الذي طوره مايكل جورجيف وأيمي لانسكي في SRI International. |
| Psi-نظرية                                   | تم تطوير نظرية Psi على يد ديتريش دورنر في جامعة أوتو فريدريش في بامبرج، ألمانيا. |
| سباون (شبكة موحدة لهندسة المؤشرات الدلالية) | لكريس إلياسميث في مركز علوم الأعصاب النظرية بجامعة واترلو. سباون هي شبكة مكونة من 2,500,000 خلية عصبية اصطناعية محفزة، تستخدم مجموعات من هذه الخلايا العصبية لإنجاز المهام المعرفية عبر تنسيق مرن. تتواصل مكونات النموذج باستخدام خلايا عصبية محفزة تُنفذ تمثيلات عصبية تُسمى "المؤشرات الدلالية" باستخدام أنماط إطلاق متنوعة. يمكن فهم المؤشرات الدلالية كعناصر من فضاء متجه عصبي مضغوط.                              |
| Soar                                        | تم تطوير Soar تحت إشراف ألين نيويل وجون ليرد في جامعة كارنيجي ميلون وجامعة ميشيغان. |
| جمعية العقل                                 | مقترحة من قبل مارفن مينسكي. |
| آلة العاطفة                                 | اقترحها مارفن مينسكي. |
| الذاكرة الموزعة المتفرقة                    | تم اقتراح الذاكرة الموزعة المتفرقة بواسطة Pentti Kanerva في مركز أبحاث Ames التابع لوكالة ناسا كهندسة قابلة للتحقيق يمكنها تخزين أنماط كبيرة واسترجاعها بناءً على تطابقات جزئية مع الأنماط التي تمثل المدخلات الحسية الحالية. |
| عمارة الاستيعاب                             | طورها على سبيل المثال رودني بروكس على الرغم من أنه يمكن مناقشة ما إذا كانت معرفية أم لا. |